# ママの番組デス!!
『ママの番組デス!!』（ママのばんぐみデス）は、1970年10月14日から1972年10月4日まで毎日放送（MBSテレビ）で放送されたローカル番組である。大阪ガスの一社提供。放送時間は毎週水曜 19時00分 - 19時30分 （JST、本来同時間帯はキー局・NETテレビ（現・テレビ朝日）の番組枠であるが、毎日放送はローカル番組に差し替えていた）。

## 概要
近畿地方在住の子持ちの主婦たちが、地域対抗（例えば、吹田VS藤井寺というように）で子供たちの声援を受けながらゲームやクイズで競うもの。
15人1チームで、1回戦から3回戦までは5人対5人の対戦。勝利チームは10点。それ以外に参加した10人の中から「ハッスルママ賞」が選ばれて、所属していたチームに5点が入る。4回戦は全員参加で勝利チームは20点（ハッスルママ賞は無し）。パーフェクトは15×3+20＝65点。
後番組は、笑福亭仁鶴司会の『こんばんは仁鶴です』。

## 司会
- 進行　浜村淳、正司歌江
- 紅組キャプテン　正司照江→西川ヘレン（照江産休降板時）
- 白組キャプテン　正司花江